# Let Me Stand Alone
Let Me Stand Alone ist ein Buch von Rachel Corrie. Es wurde 2008 nach ihrem Tod von W. W. Norton & Company veröffentlicht und besteht aus ihren Texten, Tagebüchern und Briefen. Corrie wurde im Jahr 2003 von einem israelischen Bulldozer getötet, als sie versuchte, ein palästinensisches Haus zu schützen.
Das Buch beschreibt, wie ein junges Mädchen von einem privilegierten Leben in Olympia (Washington) in den Gazastreifen reist, hat aber einen breiteren Fokus auf zeitlose Themen, wie junge Menschen ihren Platz in der Welt finden können, welche Auswirkungen Handlungen auf Dritte haben und Humanität.